# Stygocyathura milloti
Stygocyathura milloti is een pissebed uit de familie Anthuridae. De wetenschappelijke naam van de soort is voor het eerst geldig gepubliceerd in 1956 door Chappuis, Delamare-Deboutteville & Paulian.